# Sinocalanus sinensis
Sinocalanus sinensis is een eenoogkreeftjessoort uit de familie van de Centropagidae. De wetenschappelijke naam van de soort is voor het eerst geldig gepubliceerd in 1889 door Poppe.